# الهجوم على مسجد أبو بكر الصديق في باكو
وقع الهجوم على مسجد أبو بكر الصديق في باكو في 17 أغسطس 2008، عندما القيت قنبلة يدوية من خلال نافذة مسجد أبو بكر الصديق في وسط باكو ، أذربيجان ، اثناء صلاة العشاء  قُتل ثلاثة اشخاص و أصيب احد عشر شخصا اخرون  واتهمت قوات الامن الأذربيجانية جماعة دربنت الجهادية الإسلامية التي تتخذ من روسيا مقراً لها بتنفيذ الهجوم  وأطلقت عملية النسر . 

## خلفية
وفقًا لتقرير الدولة السنوي حول الإرهاب لعام 2008 الصادر عن وزارة الخارجية الأمريكية ، فإن "أذربيجان تشكل طريقًا منطقيًا للمتطرفين المرتبطين بالمنظمات الإرهابية".
وبحسب وكالة رويترز فإن المسجد يستخدمه المسلمون السنة والوهابيون. وعلى الرغم من أن أذربيجان أطلقت عدة تحقيقات في الوهابية خلال الأشهر القليلة الماضية، فقد توصلت وكالات إنفاذ القانون إلى أن الوهابيين الذين أدينوا بمحاولة القيام بعمل إرهابي في بلدة سومجايت كانوا على صلة بتنظيم القاعدة . في حين أن أنشطة الوهابيين في أذربيجان تعتبر مثيرة للجدل، أعلنت الحكومة أن الجماعات الوهابية لن يتم حظرها.

## تحقيق
تم تشكيل لجنة خاصة للتحقيق، و ظل المسجد مغلقا اثناء التحقيق. اتهمت وزارة الأمن الوطني الأذربيجانية زعماء جماعة دربند المقيمين في روسيا إيلغار مولاتشييف من زاغاتالا ، وسمير مهدييف (سليمان) ومجموعة من الآخرين بتنظيم الهجوم على مسجد أبو بكر في باكو. في عام 2007، تم اعتقال 17 عضوًا من المجموعة في سومجايت. وكما ذكرت الوزارة، "وفقًا لخطتهم، كان لا بد من إنشاء جماعة سومجايت (مجموعة متطرفة سرية). خططوا لعدد من السرقات في باكو من أجل جمع الأموال للحرب المقدسة (الجهاد)."  وتبع الهجوم عملية النسر التي أطلقتها أجهزة الأمن الأذربيجانية. 

## روابط خارجية
- من يقف وراء تفجير المسجد السلفي في باكو؟ التركيز على الإرهاب المجلد: 5 العدد: 31، 2 سبتمبر 2008